# Abbazia di Faremoutiers
L'abbazia Notre-Dame de Faremoutiers (in francese abbaye Notre-Dame de Faremoutiers) si trova qualche chilometro ad ovest della città di Coulommiers, nell'attuale dipartimento di Senna e Marna, fu fondata all'epoca merovingia verso il 620 da santa Fara.
Il simbolo araldico della doppia croce che compare ancora sullo stemma del comune di Faremoutiers, ricorda che Notre-dame de Faremoutiers aveva il rango di abbazia reale. Essa era un monastero doppio, il primo del genere in Francia, che accoglieva quindi monaci e monache. Distrutta due volte, essa ha conosciuto più stadi architettonici successivi, dei quali si possono ancor oggi vedere, di fianco all'edificio dei nostri tempi, le vestigia della fondazione medievale.

## Fondazione
Gli scavi archeologici del 1989 sulle fondamenta dell'antico convento hanno mostrato l'esistenza di un insediamento gallo-romano anteriore all'arrivo di santa Fara. Fara (o Borgundofara) era figlia del conte di Meaux Cagnerico, maestro di palazzo dei re merovingi Teodeberto II e Teodorico II. Ella incontrò nella villa di famiglia di Pipimisium (l'attuale Poincy) verso il 610 san Colombano, venuto dall'Irlanda per rievangelizzare il nord della Francia, ed ebbe così origine la sua vocazione, che la portò a farsi monaca ed a fondare nel 620 (Clotario II regnante), su alcune terre abitate, dette di Evoriacum (poi Evoriac) lungo il fiume Aubetin, con l'aiuto del fratello Cadoaldo e di san Valdeberto, un suo monastero; il paese vicino, Evoriac, venne successivamente chiamato Faremoutiers, cioè "monastero di Fara". Si trattava di un monastero doppio, costituito cioè da due conventi separati, uno maschile ed uno femminile, ma retto da una badessa. Il fratello Cadoaldo divenne priore del convento maschile mentre Fara fu la badessa di quello femminile e direttrice di entrambe.
Con il testamento dell'ottobre del 627, santa Fara lasciò tutti i suoi beni alla nuova "abbazia di Faremoutiers", che lei stessa pose sotto la protezione di Maria Vergine (di qui il suo nome ufficiale): Abbazia di Notre Dame de Faremoutiers, e di san Pietro (ma solo la prima invocazione è rimasta).
Fin dall'inizio l'abbazia conobbe un certo splendore. A santa Fara, deceduta nel 655, succedette alla guida del monastero Sædrida o Sedrida, figlia di prime nozze di Sæwara, divenuta poi consorte del re dell'Anglia orientale, Anna, che rimase fino al 660. Le succedettero poi santa Etelburga, sorellastra di Sædrida, che rimase badessa fino al 695 circa e quindi santa Earcongota (o Eorcengota), nipote di Etelburga, in quanto figlia della sorella Santa Sexburga e del marito Eorcenberht, re del Kent.
Questa abbazia della prima "ondata colombaniana" (fondazioni a Jouarre, Reuil-en-Brie, Rebais) costituiva allora una linea importante fra il regno franco dei Merovingi e quelli anglo-sassoni del Kent e dell'Anglia orientale nel sud dell'Inghilterra.
L'abbazia fu posta sotto la severa regola colombaniana (Regula cujusdam patris ad monachos, et Regula cujusdam patris ad virgines).

## Funzione
Molto presto presso l'abbazia entrò in funzione una scuola. Le funzioni che ebbero allora le  abbazie, richiedevano che l'abbazia fosse adeguatamente provvista, oltre che del terreno ove essa sorgeva ed al lavoro delle monache e dei servi, di beni materiali (terre, mulini, cascine, granai, fienili, ecc) e di introiti fiscali locali legati a privilegi clericali e signorili. Favorita dalle attenzioni che riceveva da più re di Francia per la fama delle sue badesse e delle sue reliquie di santi, l'abbazia di Faremoutiers si era costituita un capitale potente (essa era, ad esempio, proprietaria come gran signoria da Jouy-sur-Morin fino ad oltre 20 km ad est e ne sfruttava direttamente un mulino fino al XVIII secolo in quella parte della Brie), grazie a legati e donazioni di differenti classi sociali.
Fra le attività previste negli insediamenti conventuali di tipo benedettino, vi era anche quella dell'allevamento coniglio domestico, dovuta a motivi religiosi ed economici: ciò testimonia il nome assegnato localmente a Faremoutiers di parc de la Garenne

## Medioevo
All'epoca carolingia, l'abbazia di Faremoutiers conservò il suo prestigio, diretta da Rothilde, figlia di Carlomagno, e dalla madre Madelgarda, poi da Berta, una delle figlie di Lotario I e da Rothilde II, figlia di Carlo il Calvo e della sua seconda moglie Richilde di Provenza, tutte quindi appartenenti alla dinastia reale dei carolingi. Le reliquie dei santa Fara e di sant'Agnese attiravano pellegrini all'ostello dell'abbazia, il che rese ancora più forte la sua posizione.
Era anche il momento in cui s'iniziò a seguire la regola benedettina, nel IX secolo, (ordine dell'imperatore Ludovico il Pio a tutte le abbazie).
Dal X all'XI secolo, come in tutto il regno, la crisi sociale colpì il clero regolare a causa di una crisi economica e morale e soprattutto connessa alle relazioni feudali e di vassallaggio (l'abbazia aveva il rango di signoria); si dovette attendere il XII secolo per osservare gli effetti della riforma gregoriana ed il ristabilimento della disciplina nell'abbazia.
Fu proprio in quest'epoca (1140), regnante Luigi VII di Francia, che un incendio distrusse totalmente l'abbazia: occorsero cinque anni per ricostruirla e soprattutto recuperare fondi facendo traslare in tutto il Paese le preziose reliquie di santi là conservate.
Alla fine della guerra dei cent'anni è documentato un saccheggio dell'abbazia da parte della soldataglia (1445).

## Evo moderno
Il riassestamento materiale sotto l'abbaziato di Jeanne Chrétien, negli ultimi anni del XV secolo non evitò le polemiche in un contesto di agitazioni religiose, precedenti alla riforma protestante, sul modo di vivere nelle abbazie: nel 1495 tre monache avevano avuto figli che vivevano a loro fianco ed il vescovo di Meaux lasciò trasparire critiche.

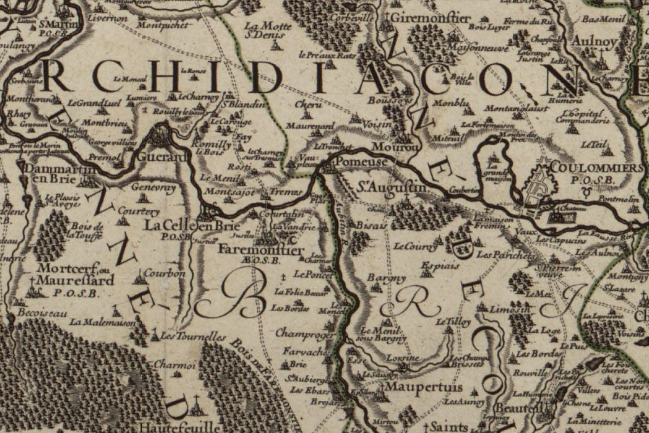
Estratto della carta del vescovado di Meaux, A.-H. Jalliot 1698.

A partire dal Rinascimento, le badesse di Faremoutiers vennero nominate dal re, e non più elette dalle consorelle, con l'approvazione del vescovo, nel quadro del concordato di Bologna del 1516. Grandi nomi si susseguirono alla direzione dell'abbazia dal XVI al XVII secolo: Luisa di Borbone-Vendôme, (†1586), Françoise de la Châtre (†1605), della famiglia dei baroni di Montfort, Maria-Anna di Béringhen.
L'abbazia mantenne l'attenzione regia nel XVII secolo, e Luigi XIV incaricò il suo architetto François Mansart per la ricostruzione di un corpo di fabbricato dell'abbazia.
Dopo una vita piuttosto movimentata, Anna Maria di Gonzaga-Nevers lasciò dopo la sua morte, avvenuta nel 1684, il suo cuore all'abbazia, che giace ora sotto un epitaffio di marmo nero.

Sempre sotto il regno di Luigi XIV, Bossuet, il vescovo scrittore di Meaux, teneva l'abbazia di Faremoutiers in gran considerazione, considerandola una "santa casa", ed intratteneva con essa eccellenti rapporti, sia attraverso frequenti contatti epistolari che con numerose visite personali.
Per l'abbazia il XVIII secolo trascorse con maggiore difficoltà, poiché passò per essere stata "toccata" dalla crisi giansenista e dovette subire una lunga controversia giudiziaria con la diocesi di Meaux. Inoltre il suo patrimonio economico fu mantenuto con difficoltà dalle ultime badesse: Claude de Durfort (della famiglia dei duchi di Duras), Françoise de Molé (della famiglia del consigliere del re), Charlotte-Julie le Normant, Madame de Maupéou (della famiglia dei cancellieri di Luigi XV e di Luigi XVI) .

## Epoca contemporanea
Il periodo rivoluzionario fu invece fatale all'abbazia: la notte del 4 agosto 1789 l'Assemblea nazionale votò l'abrogazione dei privilegi e per salvare lo Stato dal fallimento, il clero mise i suoi beni a disposizione della Nazione il 2 novembre 1789.
Il 13 febbraio 1790 poi vi fu la soppressione degli ordini monastici e il 2 luglio fu approvata la Costituzione civile del clero. L'antico patrimonio temporale dell'abbazia passò quindi allo Stato ed una parte venne ridistribuita nel quadro della vendita dei beni nazionali del 1791, cosicché ebbe luogo, alla fine del 1792, la dispersione  finale delle quarantatré religiose rimaste all'epoca. I fabbricati dell'abbazia furono utilizzati come caserme militari fino al 1796, dopo di che vennero utilizzati dagli abitanti come cave di pietra da costruzione fino all'inizio del XIX secolo.
I luoghi divennero parco municipale, dotato di un grande bacino, con le rovine dei fabbricati ancora presenti. Solo nel 1930 alcune monache benedettine, che risiedevano nelle vicinanze, ad Amillis (ove si trovavano le reliquie di santa Flodeberta, antica monaca di Faremoutiers), si reinstallarono nei medesimi luoghi della fondazione di santa Fara, in un piccolo corpo di fabbricato: questa fu la ricostituzione dell'abbazia, che oggi conta otto monache.
Nei confronti del pubblico, l'abbazia pratica oggi le cerimonie eucaristiche e gli uffici monastici. La pratica dell'ospitalità di riposo esiste ancora, ma in forma ristretta (un giorno). A differenza di altre comunità benedettine di Seine-et-Marne, come l'abbazia di Notre-Dame de Jouarre, con la sua produzione di ceramiche, le monache di Faremoutiers non vendono al pubblico i frutti del loro lavoro manuale.

### Lista delle badesse di Faremoutiers
- Santa Fara (627-675);
- Santa Sédride (o Sithred), figlia del re Anna dell'Anglia orientale;
- Santa Aubierge (o Edelburga);
- Santa Earcongothe, della famiglia reale del Kent